# Guy Mathot
Pour les articles homonymes, voir Mathot.
 (mars 2012).
Si vous disposez d'ouvrages ou d'articles de référence ou si vous connaissez des sites web de qualité traitant du thème abordé ici, merci de compléter l'article en donnant les références utiles à sa vérifiabilité et en les liant à la section « Notes et références ».
Guy José Léopold Ghislain Mathot, né le  26 avril 1941 à Saint-Séverin et mort le 21 février 2005 à Liège, est un homme politique belge de langue française, membre du Parti socialiste.

## Biographie
Guy Mathot est le fils de Jules Mathot, permanent syndical FGTB Cockerill Ougrée, et de Simone Mathot, qui fut bourgmestre de Saint-Séverin.
Après avoir obtenu un diplôme de licencié en sciences biologiques (groupe des sciences botaniques) de l'Université de Liège, Guy Mathot se tourna vers la politique.
Il est le père d'Alain Mathot.
Il meurt le 21 février 2005 à Liège, au Centre hospitalier régional de la Citadelle, après une longue maladie.

## Parcours politique
,,
- 10.1968-01.1972 : Secrétaire national du Parti Socialiste Belge.
- 01.1971 : Bourgmestre de Seraing
- 1971 : Député
- 06.1977-10.1978 : Ministre des Travaux publics et des Affaires wallonnes dans le gouvernement Tindemans IV
- 10.1978-12.1978 : Ministre des Travaux publics et des Affaires wallonnes dans le gouvernement Vanden Boeynants II
- 04.1979-01.1980 : Ministre des Travaux publics dans le gouvernement Martens I
- 01.1980-04.1980 : Ministre des Travaux publics dans le gouvernement Martens II
- 05.1980-10.1980 : Ministre de l'Éducation nationale dans le gouvernement Martens III
- 10.1980-02.1981 : Ministre de l'Intérieur et du Budget dans le gouvernement Martens IV
- 02.1981-04.1981 : vice-Premier Ministre et Ministre du Budget dans le gouvernement Martens IV
- 04.1981-09.1981 : vice-Premier Ministre et Ministre du Budget dans le gouvernement Mark Eyskens
- 1987 : Sénateur provincial
- 1988 : Député fédéral
- 1991 : Sénateur
- 01.1992-01.1994 : Ministre des Affaires intérieures, des Pouvoirs locaux et des Travaux subsidiés dans le gouvernement wallon Spitaels.
- 2000 : Bourgmestre de Seraing.
- 2003 : Président de la fédération liégeoise du PS